# Partito Popolare Svedese di Finlandia
Il Partito Popolare Svedese di Finlandia (in svedese Svenska folkpartiet i Finland, SFP, in finlandese Suomen ruotsalainen kansanpuolue, RKP), conosciuto fino al 2010 come Partito Popolare Svedese (in svedese Svenska folkpartiet, in finlandese Ruotsalainen kansanpuolue), è un partito politico finlandese liberale, rappresentante della minoranza linguistica degli svedesi di Finlandia.
Il partito è membro dell'Internazionale Liberale e dell'ALDE.

## Risultati elettorali
| Elezione | Voti    | %     | Seggi    | +/-     | Posizione   |
| -------- | ------- | ----- | -------- | ------- | ----------- |
| 1907     | 112,267 | 12.60 | 24 / 200 | Stabile | Opposizione |
| 1908     | 103,146 | 12.74 | 24 / 200 | Stabile | Opposizione |
| 1909     | 104,191 | 12.31 | 25 / 200 | 1       | Opposizione |
| 1910     | 107,121 | 13.53 | 26 / 200 | 1       | Opposizione |
| 1911     | 106,810 | 13.31 | 26 / 200 | Stabile | Opposizione |
| 1913     | 94,672  | 13.07 | 25 / 200 | 1       | Opposizione |
| 1916     | 93,555  | 11.76 | 21 / 200 | 4       | Opposizione |
| 1917     | 108,190 | 10.90 | 21 / 200 | Stabile | Maggioranza |
| 1919     | 116,582 | 12.13 | 20 / 200 | 1       | Maggioranza |
| 1922     | 107,414 | 12.41 | 23 / 200 | 3       | Opposizione |
| 1924     | 105,733 | 12.03 | 23 / 200 | Stabile | Maggioranza |
| 1927     | 111,005 | 12.20 | 24 / 200 | 1       | Opposizione |
| 1929     | 108,886 | 11.45 | 23 / 200 | 1       | Opposizione |
| 1930     | 113,318 | 10.03 | 20 / 200 | 3       | Maggioranza |
| 1933     | 115,433 | 10.42 | 21 / 200 | 1       | Maggioranza |
| 1936     | 131,440 | 11.20 | 21 / 200 | Stabile | Opposizione |
| 1939     | 124,720 | 9.61  | 18 / 200 | 3       | Maggioranza |
| 1945     | 134,106 | 7.90  | 14 / 200 | 4       | Maggioranza |
| 1948     | 137,981 | 7.34  | 13 / 200 | 1       | Opposizione |
| 1951     | 130,524 | 7.20  | 14 / 200 | 1       | Maggioranza |
| 1954     | 135,768 | 6.76  | 12 / 200 | 2       | Maggioranza |
| 1958     | 126,365 | 6.50  | 13 / 200 | 1       | Maggioranza |
| 1962     | 140,689 | 6.11  | 13 / 200 | Stabile | Maggioranza |
| 1966     | 134,832 | 5.69  | 11 / 200 | 2       | Maggioranza |
| 1970     | 135,465 | 5.34  | 11 / 200 | Stabile | Maggioranza |
| 1972     | 130,407 | 5.06  | 9 / 200  | 2       | Opposizione |
| 1972     | 130,407 | 5.06  | 9 / 200  | 2       | Maggioranza |
| 1975     | 128,211 | 4.66  | 9 / 200  | Stabile | Maggioranza |
| 1979     | 122,418 | 4.23  | 9 / 200  | Stabile | Maggioranza |
| 1983     | 137,423 | 4.61  | 10 / 200 | 1       | Maggioranza |
| 1987     | 152,597 | 5.30  | 12 / 200 | 2       | Maggioranza |
| 1991     | 149,476 | 5.48  | 11 / 200 | 1       | Maggioranza |
| 1995     | 142,874 | 5.14  | 11 / 200 | Stabile | Maggioranza |
| 1999     | 137,330 | 5.12  | 11 / 200 | Stabile | Maggioranza |
| 2003     | 128,824 | 4.61  | 8 / 200  | 3       | Maggioranza |
| 2007     | 126,520 | 4.57  | 9 / 200  | 1       | Maggioranza |
| 2011     | 125,785 | 4.28  | 9 / 200  | Stabile | Maggioranza |
| 2015     | 144,802 | 4.88  | 9 / 200  | Stabile | Maggioranza |
| 2019     | 139,640 | 4.53  | 9 / 200  | Stabile | Maggioranza |
| 2023     | 133,318 | 4.31  | 9 / 200  | Stabile | Maggioranza |

## Storia
Il partito fu fondato nel 1906 da Axel Lille, ed è perciò uno dei più antichi partiti politici finlandesi. Nasce come rappresentanza della minoranza di lingua svedese ed è perciò un partito federalista favorevole a un decentramento dei poteri.
Occasionalmente nel gruppo parlamentare dell'SFP fanno parte i deputati dell'Åland.
Il partito ha partecipato spesso al governo del Paese facendo spesso da "ago della bilancia", sebbene negli anni abbia subito un progressivo declino: è passato dal 12,7% delle elezioni del 1907 al 7% nell'immediato dopoguerra fino al 4,5% delle ultime elezioni. La ragione risiede soprattutto nella progressiva diminuzione della percentuale di finlandesi di madrelingua svedese.
Pur rimanendo come peculiarità principale del partito la difesa della comunità di lingua svedese, in materia fiscale ha posizioni liberiste e in materia ambientale è un partito fortemente ambientalista.
Radicato soprattutto nelle zone rurali dove si concentra la minoranza svedese il partito si rivolge anche alla medio-piccola borghesia del paese.
Il partito si è mostrato molto eclettico; ha infatti composto coalizioni governative sia con il Partito di Centro sia con il Partito Socialdemocratico. Soprattutto riguardo alle elezioni presidenziali, dove nessun candidato è mai arrivato al secondo turno, il partito decide di volta in volta quale candidato appoggiare.

## Loghi

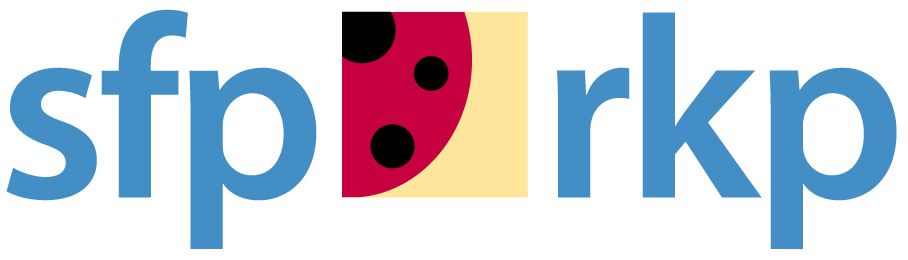
2012
2012–

## Presidenti di partito
- Axel Lille (1906–1917)
- Eric von Rettig (1917–1934)
- Ernst von Born (1934–1945
- Ralf Törngren (1945–1955)
- Ernst von Born (1955-1956)
- Lars Erik Taxell (1956–1966)
- Jan-Magnus Jansson (1966–1973)
- Kristian Gestrin (1973–1974)
- Carl Olof Tallgren (1974–1977)
- Pär Stenbäck (1977–1985)
- Christoffer Taxell (1985–1990)
- Ole Norrback (1990–1998)
- Jan-Erik Enestam (1998–2006)
- Stefan Wallin (2006–2012)
- Carl Haglund (2012-2016)
- Anna-Maja Henriksson (2016-2024)
- Anders Adlercreutz (dal 2024)